# شکننده (مجموعه تلویزیونی)
شکننده (انگلیسی: Fragile؛‏ کره‌ای: 프래자일) یک مجموعه تلویزیونی محصول کره جنوبی به نویسندگی پارک جو یی، به کارگردانی آن جی هون و با بازی کیم سو هی، کیم او جین، گونگ جو هان، کوان هی سونگ، مون جی وون، جونگ یون سو، کیم یه ریم، چا جی هیوک، چا سه جین و چه ها جین است. این مجموعه از ۹ سپتامبر ۲۰۲۴، دوشنبه‌ها ساعت ۰۰:۰۰ (کی‌اس‌تی) از یوپلاس موبایل تی‌وی پخش شد.

## بازیگران
- کیم سو هی در نقش پارک جی یو[۱]
- کیم او جین در نقش نو چان سونگ[۲]
- گونگ جو هان در نقش کانگ سان[۳]
- کوان هی سونگ در نقش سو آ را[۴]
- مون جی وون در نقش جون می نا[۵]
- جونگ یون سو در نقش یو اون سو[۴]
- کیم یه ریم در نقش کیم یه ری[۴]
- چا جی هیوک در نقش یون سو هو[۴]
- چا سه جین در نقش نام دو ها[۶]
- چه ها جین در نقش هان سو جین[۷]